# 苯甲酰氟
苯甲酰氟是苯甲酸对应的酰氟，化学式为C7H5FO，它最初由亞歷山大·鮑羅丁在1863年报道。它可由苯甲酰氯或苯甲酸酐和氟化钾反应得到，或在五氧化二铌催化下以三氟甲苯为原料制得。它可用作离子液体、硅酮解聚试剂以及在合成中用作碱。